# Amazone de la Martinique
Amazona martinicana
Espèce
Statut de conservation UICN

 EX  : Éteint
L'Amazone de la Martinique (Amazona martinicana) est une espèce de perroquets endémique de l'île de la Martinique aujourd'hui disparue.

## Taxinomie
L'espèce a été décrite par le père Labat en 1742 puis par Buffon en 1779. Elle a été nommée par Austin Hobart Clark en 1905 à partir de ces descriptions.

## Disparition
Labat écrit que « le perroquet est un oiseau trop commun pour moi pour prendre le temps d'en donner une description ». L'espèce a donc vraisemblablement dû voir ses effectifs baisser très rapidement. L'extinction semblerait avoir eu lieu lors de la deuxième moitié du XVIIIe siècle, probablement en raison de la chasse et de la déforestation.